# Etanol
Etanol (även etylalkohol), i dagligt tal "alkohol" eller "sprit", med den kemiska formeln C2H5OH. Hydroxylgruppen (−OH) medför att etanol klassificeras som en alkohol. Genom sin korta kolkedja och genom bildandet av vätebindningar löser sig etanol relativt lätt i vatten till skillnad från alkoholer med fler kolatomer. Alla alkoholer har en viss giftverkan, men etanol är den minst giftiga av de envärda alkoholerna. Den kan i utspädd form och i tillräckligt små doser (upp till något eller några gram per kilogram kroppsvikt) förtäras utan livshotande konsekvenser.
Förtäring även av små doser medför på sikt att det limbiska systemet i hjärnan krymper något fortare hos alkoholbrukare, än vad det vanligtvis gör (som en konsekvens av åldrandet), hos en absolutist.
Etanol utgör den rusframkallande komponenten i alkoholdrycker som öl, vin och sprit. Framställning sker oftast genom jäsning av sockerhaltiga vätskor från kolhydratrika jordbruksprodukter såsom sockerrör, majs och spannmål. Viss teknisk sprit för industriellt bruk kan vara gjord av petroleum. Bioetanol kallas av några tillverkare den etanol som är framställd av biomassa.
Etanol skall inte förväxlas med metanol (träsprit). Denna kan i små doser leda till blindhet och i högre doser ofta till döden.
Etanol omvandlas i kroppen av enzymet alkoholdehydrogenas till acetaldehyd, som ofta ger brukaren en samling negativa effekter kallade "bakfylla", och sedan bryts ner av enzymet acetaldehyddehydrogenas (ALDH) till ättiksyra. Den specifika energin (energivärdet) för etanol är 29 kJ/g (7 kcal/g), vilket kan jämföras med kolhydraternas och proteinernas 17 kJ/g (4 kcal/g) och fettets 38 kJ/g (9 kcal/g).
Etanol används även som komponent i motorbränsle, där den vanligaste blandningen är E85.

## Historia
Etanol har använts som konserveringsmedel och ingrediens i drycker sedan lång tid tillbaka, och används även idag inom en mängd olika områden, som exempelvis industri, medicin, forskning och i många olika drycker.
Det var troligen persiska alkemister, som Geber (721–776) och Al-Razi (864–930), som utvecklade destilleringen och lyckades få fram relativt ren etanol. Ordet alkohol har arabiskt ursprung (al-kuhl eller al-kohl) och syftade ursprungligen på 'pulver av antimon' eller 'fint pulver av blyglans och sot'.
I Gamla testamentet finns många varningar för missbruk av vin. Antika Greklands och Roms lagstiftare instiftade straff för missbruk. Seneca d.y. beskriver alkoholismens viktigaste symptom.
Konsten att bereda sprit (det vill säga mer koncentrerad etanol) uppfanns dock långt senare, under medeltiden. Etanol fick med tiden högt anseende som läkemedel, vilket bland annat framgår av benämningen aqva vitae (livsvatten). På 1500-talet hade etanol redan blivit ett välkänt dietiskt medel, som prisades som skyddsmedel mot alla möjliga sjukdomar.
Missbrukets följder började nu också att oftare visa sig, och alkoholismen i sina olika former började bli en allmänt förekommande sjukdom. Namnet alkoholism är emellertid av mycket yngre datum. Det infördes först av Magnus Huss, vars avhandling Alcoholismus chronicus 1851 för första gången gav en vetenskaplig utredning av alkoholförgiftningens verkningar.
| ”                 | Brännvinet är som en pisksläng för märren – den rycker upp för stunden, men ökar ingalunda hästens krafter. | „ |
| – Carl von Linné, | |   |

I början av 1900-talet var missbruket av spritdrycker, och i samband därmed alkoholismen, spritt över hela världen. I och med alkoholförbudet i USA, kom dock under den här perioden inte bara alkoholmissbruket att öka, utan även blandmissbruk av alkohol och andra droger. Samtidigt blev smugglingen av alkohol i sig en multimiljonmarknad för den organiserade brottsligheten.

## Toxikologi
Alkohol är en fysiskt beroendeframkallande drog och ett potent nervgift, som i människokroppen bryts ner till giftet acetaldehyd. Drogen och dess metaboliter kan i värsta fall orsaka andningsstillestånd, psykoser, koma, död, kräkningar, hjärnskador och leverskador (skrumplever).
Etanol liknar andra sedativa sömnmedel, såsom barbiturater och bensodiazepiner både i dess effekt på GABAA receptorn, även om dess farmakologiska profil inte är identisk. Det har ångestdämpande, kramplösande, sömngivande och lugnande effekter som liknar många andra sedativa sömnmedel. Etanol är också korstolerant med bensodiazepiner och barbiturater.
Vid berusning med alkohol finns risken att råka ut för ett patologiskt rus, vilket likställs med en allvarlig psykisk störning (se psykos). Det är en kraftig överreaktion på måttlig alkoholförtäring, för vilken det finns särskilda undantagsbestämelser i Brottsbalken..
Kraftiga alkoholrus kan ge upphov till någon minnesförlust, "black out" eller "snefylla" (se snedtripp) ofta med huvudvärk efter tillnyktringen.
Långvarigt missbruk kan ge upphov till hallucinationer och psykiska problem, exempelvis delirium tremens. Biokemiskt är det den reaktiva etanolmetaboliten acetaldehyd som troligen är orsaken till skadorna. Några andra vanliga skador av alkoholmissbruk är högt blodtryck, depression, dystymi, impotens, strupcancer och undernäring.
Enligt Folkhälosrapport 2009 är de positiva nettoeffekterna av måttlig alkoholkonsumtion mycket små och i princip endast från övre medelåldern och uppåt.
Alkohol är en karcinogen och vid konsumtion ökar således risken för cancer framförallt i munnen, esofagus, pharynx, larynx och levern hos män och kvinnor, och för bröstcancer hos kvinnor. I allmänhet så ökar dessa risker efter ungefär ett glas om dagen, samt vid stor engångskonsumtion. Risken för levercancer ökar markant om man dricker fem eller fler glas om dagen. Ett stort intag av alkohol ökar också risken för tarmcancer, samt till högre risk för de flesta alkoholrelaterade cancerformer .Etanol är dock inte lika farligt som andra alkoholer, exempelvis metanol, som ofta är dödliga eller mycket skadliga även i små doser.

## Etanolmolekylen
Etanol har molekylformeln C2H5OH. I vardagligt tal används ordet alkohol vanligen för etanol eller drycker innehållande etanol. I kemiska sammanhang betecknar ordet alkohol däremot en mängd olika ämnen, varav metanol och etanol är de enklaste.
Etanol är hydroxiderivatet av etan, eftersom det är detta ämne som erhålls byter en väteatom i etan (C2H6) mot en hydroxylgrupp. Etanol har enbart en OH-grupp, och är därför en envärd alkohol. Det är OH-gruppen som är ämnets funktionella grupp, det vill säga den grupp som avgör vilka egenskaper ämnet kommer att få. Etanol kan även ses som ett derivat av vatten, med en etylgrupp ersättande en av väteatomerna.
Alkoholer kan vara primära, sekundära och tertiära beroende på hur många kolatomer som binder den kolatom, som även binder hydroxylgruppen. Etanol är primär eftersom dess funktionella grupp (hydroxylgrupp) endast binder till en kolatom.

## Egenskaper
Etanol är en brandfarlig, färglös, kemisk förening. Etanol är, precis som alla andra alkoholer, mer löslig i vatten än motsvarande kolväte. Anledningen till detta är att etanolen är polär, precis som vatten. Eftersom både vatten och etanol innehåller OH-grupper kan det uppstå starka vätebindningar mellan deras hydroxylgrupper.
Etanol förekommer oftast inte i högre koncentrationer än 96 %. Destillation till högre koncentration omöjliggörs av att etanol vid denna koncentration bildar en azeotrop med vatten, det vill säga ångan som bildas består av 96 % etanol och 4 % vatten. För att framställa högre koncentrationer måste man ta bort vattnet på andra sätt, antingen genom torkmedel (exempelvis kalciumsulfat)) eller genom att tillsätta ett annat ämne (exempelvis bensen) som bildar en azeotrop med vatten vid lägre temperatur än etanol. När man destillerar av det tillsatta ämnet följer vattnet med. Eftersom etanol är hygroskopiskt måste vattenfri etanol förvaras lufttätt för att inte åter suga upp vatten från luften. Det krävs även speciella metoder för att föra över den vattenfria etanolen från lagringskärlet till reaktionskärlet utan att det ska ta upp vatten.
Enligt lika löser lika-regeln så är etanol ett bra lösningsmedel för andra polära ämnen (det kan till och med lösa vissa oorganiska salter). Men etanol kan även lösa ämnen som är "olösliga" i vatten. Det beror på att etanols kolkedja kan binda till andra organiska molekylers kolkedjor. Eftersom kolkedjedelen i etanol är opolär kan det alltså lösa opolära ämnen, som exempelvis kolväten.
I etanol uppmuntrar OH-gruppen till löslighet i vatten, och kolkedjan motsätter sig det. Men eftersom kolkedjan är kort är etanol (samt metanol och propanol) fullständigt blandbara med vatten. Butanol och högre envärda alkoholer är inte fullständigt blandbara med vatten.
På grund av vätebindningarna har etanol en mycket högre kokpunkt än etan (i etan är ju vätebindningar ej möjliga). Etan är gas vid rumstemperatur, medan etanol är vätska. Etanols smältpunkt är –114 °C och dess kokpunkt 78 °C.
Dess pKa-värde är 15,9. Att mäta pH värdet för ren etanol är inte möjligt med vanliga pH-metrar eller färgindikatorer. Ren etanol innehåller inga H3O+ joner, och inte heller några OH- joner. Den elektriska ledningsförmågan är ytterst liten. Densiteten är 789 gram per liter. Brytningsindex vid rumstemperatur är 1,36.

## Framställning
Etanol framställs främst genom två processer, fermentering av socker och hydratisering av eten. Fermentering är den primära metoden för framställning av fordonsbränsle och alkoholhaltiga drycker, medan hydratisering tillämpas i mindre volym inom den fossilgasbaserade kemiindustrin.

### Fermentering
All etanol för drycker och fordonsbränslen och mycket av den etanol som används i industrin produceras genom fermentering av en mängd olika produkter, som exempelvis spannmål, majs, potatis, frukt och socker. Fermentering är en biologisk process där mikroorganismer växer till och konsumerar näringsämnen i sin omgivning. Vid framställning av exempelvis vin, sker detta genom att jästsvamp får växa i en lösning av sockerhaltig fruktsaft. Jästen förbrukar sockret och ger ifrån sig etanol och koldioxid samt en mängd andra ämnen som ger en speciell smak.
Ekvationen för fermentering av glukos (en sockerart) är:
{\displaystyle C_{6}H_{12}O_{6}\rightarrow 2CH_{3}CH_{2}OH+2CO_{2}}
I denna reaktion, som även kallas glykolys, är det alltså jästen som omvandlar glukos till etanol och koldioxid.
Vid fermentering begränsas koncentrationen av vad jästsvamparna tål och man får en vattenlösning som även innehåller biprodukter och rester av råvarorna. Etanolen koncentreras sedan vanligen genom destillation men på grund av att vatten och etanol bildar en azeotrop når man inte mer än 96% koncentration utan specialmetoder.

### Industriell produktion
Industriell etanol produceras främst genom syrakatalyserad hydratisering av eten. Anledningen till detta är att eten är relativt billig att införskaffa. Reaktionen ser (förenklat) ut så här:
{\displaystyle C_{2}H_{4}(g)+H_{2}O(g)\rightarrow C_{2}H_{5}OH(l)}
Man kan även få etanol genom en omvänd esterreaktion och hydratisering (omvänd oxidering) av etanal och etansyra (se vidare under reaktioner). Detta är dock sällan eller aldrig aktuellt i industriella sammanhang (annat än lönnbränning) utan är mer att se som en laboratorieprocess.

#### Denaturering
För att minska behovet av strikt kontroll och höga skatter på industriellt producerad etanol görs den odrickbar (denatureras) genom tillsats av olika ämnen. Det finns en mängd olika sådana ämnen, och vilket som används beror på vad etanolen skall användas till. Ämnet ifråga kan ge en obehaglig smak, annorlunda färg eller till och med göra den livsfarlig att konsumera. Några av de ämnen som används för detta syfte är metanol, terpentin och aceton.

## Användningsområden
| De vanligaste användningsområdena för etanol är lösningsmedel och berusningsmedel. Till vänster 94-procentig denaturerad etanol för hushållsbruk och till höger öl, som vanligtvis har en etanolhalt på 3,5–5,5 procent. Ett växande användningsområde är som fordonsbränsle, se E85. |
| De vanligaste användningsområdena för etanol är lösningsmedel och berusningsmedel. Till vänster 94-procentig denaturerad etanol för hushållsbruk och till höger öl, som vanligtvis har en etanolhalt på 3,5–5,5 procent. Ett växande användningsområde är som fordonsbränsle, se E85. |

### Etanol i industrin
Etanol är speciellt användbar inom industrin under namnet teknisk sprit på grund av bra egenskaper som lösningsmedel. Industriellt producerad etanol har många användningsområden, till exempel vattenbaserade färger, läkemedel, parfymer, rengöringsprodukter, lacker och bläck. Denna sprit har gjorts mycket svår att använda som dryck genom att tillverkarna har denaturerat spriten, det vill säga tillsatt ämnen som framkallar kräkning, smakar och luktar mycket illa, till exempel aceton. Se även T-Röd.

### Etanol som fordonsbränsle
Etanol kan användas i en förbränningsmotor på samma sätt som bensin och diesel. Eftersom etanol har högre oktantal än bensin (104 ron) och brinner snabbare, kan motorn få högre verkningsgrad än vid bensindrift. Etanol har ett lägre energivärde per liter jämfört med bensin. "Ren etanol" innehåller dock naturligt cirka 5 % vatten. Etanol som ska användas som fordonsbränsle (och som producerats genom jäsning) behöver både destilleras och absoluteras så att den blir minst 99.5 viktprocent etanol, näst intill vattenfri.
Så kallad E85, en blandning av 85 % etanol och 15 % bensin, finns på nästan varje mack i Sverige. På vintern ökas andelen bensin till 25 % för att underlätta kallstarter. I Sverige används också ED95 för upp till 95 % etanol i bränslet för tung trafik som traditionellt skulle använda diesel. Användningen har minskat kraftigt, bland annat till följd av förändrade skatteregler.
All bensin som säljs i Sverige sedan början av 2000-talet innehåller minst 5 volymprocent etanol (ofta benämnd E5). Det gör att 166 000 kubikmeter etanol per år förbrukas i vanliga bensinfordon, att jämföra med 97 000 kubikmeter E85 och ED95. 
I många länder är det dock vanligt att blanda in ännu mera etanol i bensinen. Standarden E10 (upp till 10 % etanol) i 95-oktanig bensin är utbredd i flertalet EU-länder såsom Danmark, Finland, Frankrike och Tyskland .
Den 1 augusti 2021 infördes E10 som standard för 95-oktanig bensin även i Sverige medan 98-oktanig bensin fortfarande har E5 som standard.
En motorer optimerad för ren etanol, E100, ger alltså en betydligt högre verkningsgrad, vilket betyder lägre bränsleförbrukning. Saab visade t.ex. upp en sådan prototyp 2007 . E100 är dock inte tillåtet i Sverige eftersom den denaturering som används till etanol som fordonsbränsle ännu inte har godkänts som så kallade "fullständig denaturering", vilket gör att den inte får säljas utan alkoholskatt om den inte dessutom blandas med bensin.
Avgaserna från etanoldrift är relativt ofarliga. Avgaser från blandbränslen, exempelvis E85 kan dock innehålla en relativt stor andel kolväten från bensinen. Ren etanol orsakar inte några skadliga kolväteutsläpp.
Etanol innehåller inte svavel eller cykliska kolväten, till exempel bensen. Inget sot bildas i en etanolmotor eftersom det vid ofullständig förbränning endast bildas acetaldehyd och en mycket liten mängd formaldehyd. Den allra största andelen (cirka 90 %) av de oförbrända ämnena är dock ren etanol som även finns med i det naturliga kretsloppet och därför i dessa sammanhang är försumbart. Bilar som kan köras på både bensin och etanol (E85) kallas FFV vilket står för Flexi Fuel Vehicle. Det är möjligt att konvertera bensindrivna bilar till att gå på E85 och E100. Det är dock inte tillåtet att konvertera till E100.

### Etanol i drycker
Etanol är en drog som förekommer i alkoholhaltiga drycker. Andelen ren etanol i dessa drycker varierar kraftigt: från 2,25 % för cider till 80 % för starksprit.

### Övriga användningsområden
Etanol kan även användas inom vården, så kallad läkarsprit.
Etanol används även i antifrysprodukter och som köldbärare i bergvärmesystem för dess låga fryspunkt och för att eventuella läckage vanligen inte innebär något större miljöproblem då etanolen naturligt oxiderar och bryts ner av mikroorganismer till ättiksyra.
Lösningar med 70-85 % etanol används ofta i desinficeringsmedel.

## Reaktioner

En etyloxoniumjon. En extra proton binds vid syret med kovalent bindning, varvid den sammansatta jonen blir positivt laddad i den änden.

Etanol kan oxideras till aldehyd eller syra beroende på oxidationsmedel. 
OH-gruppen är inte en bra lämnande grupp för nukleofila substitutionsreaktioner, så neutrala alkoholer reagerar ej i sådana reaktioner. Men om syret först blir protonerat för att skapa C2H5OH2+ är den lämnande gruppen mycket mer stabil och nukleofil substitution kan inträffa. Etanol är själv nukleofil, så C2H5OH2+ kan reagera med C2H5OH för att producera dietyleter ("vanlig eter") och vatten (se nedan).
Etanol och etansyra (ättiksyra) kan, med svavelsyra (H2SO4) som katalysator, bilda en ester:
Etansyra + Etanol {\displaystyle \Leftrightarrow } Etyletanoat + Vatten
Estern som bildas kallas etylacetat eller etyletanoat och ingår i salubrin. Detta ämne har en låg kokpunkt, och är betydligt flyktigare än etansyran. Det beror på att estermolekylerna, i motsats till syra- och alkoholmolekylerna, inte har några OH-grupper som kan ge vätebindningar. Den är även mer svårlöslig i vatten än syran den bildades av. Även detta beror på att vätebindningar ej är möjliga. Etylacetat används som lösningsmedel.
När etanol upphettas tillsammans med koncentrerad svavelsyra kan det bildas eten, C2H4. Ett sätt att beskriva detta är att säga att väteatomen och OH-gruppen har eliminerats, därför är det en eliminationsreaktion. Denna reaktion är för övrigt den motsatta mot den som används för att framställa etanol inom industrin (se vidare under framställning).
Om reaktionen sker vid lägre temperaturer (140–150 °C) tas väteatomen och hydroxylgruppen från två olika etanolmolekyler. Detta är en kondensationsreaktion. Vid en kondensationsreaktion kopplas två eller flera molekyler ihop samtidigt som det spjälkas av en eller flera molekyer, ofta vattenmolekyler. Produkten i denna reaktion kallas dietyleter (eller vanlig eter) och är en eter. Den har en mycket lägre kokpunkt än etanol (på grund av att den inte har någon hydroxylgrupp) och är även mindre reaktiv. Den är även svårlöslig i vatten.

## Källhänvisningar
1. ↑  Moderate drinking could increase dementia risks: study Arkiverad 25 januari 2012 hämtat från the Wayback Machine.
2. ↑   Arch Gen psychiatry: Hippocampal Volume in Patients With Alcohol Dependence
3. ↑  ”Läkartidningen:Alkohol krymper hjärnan”. Arkiverad från originalet den 20 november 2011. https://web.archive.org/web/20111120222430/http://www.lakartidningen.se/07engine.php?articleId=10684. Läst 25 februari 2011.
4. ↑  ”FASS.se - Produktfakta”. Arkiverad från originalet den 31 augusti 2010. https://web.archive.org/web/20100831191749/http://www.fass.se/LIF/produktfakta/fakta_lakare_artikel.jsp?articleID=18330. Läst 11 december 2010.
5. ↑  Food and Agriculture Organization of the United Nations (2003). ”Food energy – methods of analysis and conversion factors”. FAO Food and nutrition paper 77:  sid. 23, 29, 51, 60. ISSN 0254-4725.
6. ↑  Gibney Michael J., red (2009) (på engelska). Introduction to human nutrition. Human nutrition textbook series (2nd ed.). Chichester, West Sussex, U.K.: Blackwell. Libris 11380943. ISBN 978-1-4051-6807-6 (pbk. : alk. paper)
7. ↑  ”alkohol”. ne.se. https://www.ne.se/uppslagsverk/ordbok/svensk/alkohol. Läst 13 juni 2018.
8. ↑  ”alkohol (SAOB)”. svenska.se. https://svenska.se/saob/?id=A_0787-0327.Sp8D&pz=7. Läst 13 juni 2018.
9. ↑  Törnquist, Steffo; Tolstoy, Hélène. Sprit – boken om en destillerad värld. Stockholm: Fischer & co. sid. 14. ISBN 91-7054-878-1
10. ↑  Galanter, Marc; Kleber, Herbert D. (1 July 2008). The American Psychiatric Publishing Textbook of Substance Abuse Treatment (4th). United States of America: American Psychiatric Publishing Inc. sid. 114. ISBN 978-1585622764. http://books.google.com/?id=6wdJgejlQzYC
11. ↑  om patologiskt rus
12. ↑  ”Hälsokonsekvenser av alkohol- och narkotikamissbruk”. socialstyrelsen. Arkiverad från originalet den 16 september 2015. https://web.archive.org/web/20150916131546/http://www.socialstyrelsen.se/publikationer2009/2009-126-71/Documents/11_Halsokonsekvenser.pdf. Läst 10 april 2019.
13. ↑  Food Hospital del 7 sett i TLC
14. ↑   ”Arkiverade kopian”. Arkiverad från originalet den 16 december 2012. https://web.archive.org/web/20121216012546/http://progressreport.cancer.gov/doc_detail.asp?pid=1&did=2007&chid=71&coid=706&mid=. Läst 25 maj 2008.
15. 1 2  ”etanol - Uppslagsverk - NE.se”. www.ne.se. http://www.ne.se/uppslagsverk/encyklopedi/l%C3%A5ng/etanol. Läst 28 januari 2018.
16. ↑  ”absolut alkohol - Uppslagsverk - NE.se”. www.ne.se. http://www.ne.se/uppslagsverk/encyklopedi/l%C3%A5ng/absolut-alkohol. Läst 28 januari 2018.
17. ↑  ”Etanolbil | Miljöfordon”. www.miljofordon.se. Arkiverad från originalet den 10 maj 2021. https://web.archive.org/web/20210510013316/https://www.miljofordon.se/bilar/etanolbil/. Läst 15 mars 2021.
18. ↑  ”Dödsstöten för svenska etanolsatsningen”. Ny Teknik. https://www.nyteknik.se/nyheter/dodsstoten-for-svenska-etanolsatsningen-6343299. Läst 29 januari 2018.
19. ↑  ”Etanol i bensin | Svenska Petroleum och Biodrivmedel Institutet”. spbi.se. Arkiverad från originalet den 29 april 2020. https://web.archive.org/web/20200429014012/https://spbi.se/uppslagsverk/fakta/drivmedel/bensin/etanol-i-bensin/. Läst 29 januari 2018.
20. ↑  ”Etanol | Svenska Petroleum och Biodrivmedel Institutet”. spbi.se. Arkiverad från originalet den 29 januari 2018. https://web.archive.org/web/20180129081552/http://spbi.se/statistik/volymer/fornybara-drivmedel/etanol/. Läst 29 januari 2018.
21. ↑  ”Vad är E10-bränsle - och klarar din bil bensinen? Se här!”. autobutler.se. https://www.autobutler.se/blog/vad-er-e10-bensin. Läst 15 mars 2021.
22. ↑  ”Saab visar E100-motor på Genèvesalongen!”. Teknikens Värld. 15 februari 2007. http://teknikensvarld.se/saab-visar-e100-motor-pa-genevesalongen-132430/. Läst 28 januari 2018.
23. ↑  ”Teknisk sprit och alkoholhaltiga preparat — Folkhälsomyndigheten”. https://www.folkhalsomyndigheten.se/livsvillkor-levnadsvanor/alkohol-narkotika-dopning-tobak-och-spel-andts/alkohol/alkoholtillsyn/teknisk-sprit-och-alkoholhaltiga-preparat/. Läst 28 januari 2018.

- Nationalencyklopedin 5. Bra Böcker. 1989. sid. 622. ISBN 91-7024-621-1
- Sherwood, Martin (1990). Kemin, Grundämnen & föreningar. Bonniers. sid. 80. ISBN 91-34-50893-7
- 1177.se - Tema: Alkohol
- Läkartidningen:Bilder av hjärnan – ett stöd i utredningen av demens